# المجمع الفقهي الجزائري
المجمع الفقهي الجزائري هو أكاديمية للأبحاث وهيئة للفتوى تهدف إلى توحيد المرجعية الدينية الجزائرية.

## توطئة
تعتمد المرجعية الدينية الجزائرية على الفقه المالكي في الإفتاء حول النوازل والقضايا والتحديات التي تواجه المجتمع الجزائري المتجدد والحديث.
ويُعتبر تكريس الانتماء إلى أهل السنة والجماعة مع إعادة إحياء الموروث الفقهي المالكي الجزائري من أولويات الهيئات الدينية في الجزائر.

## التأسيس

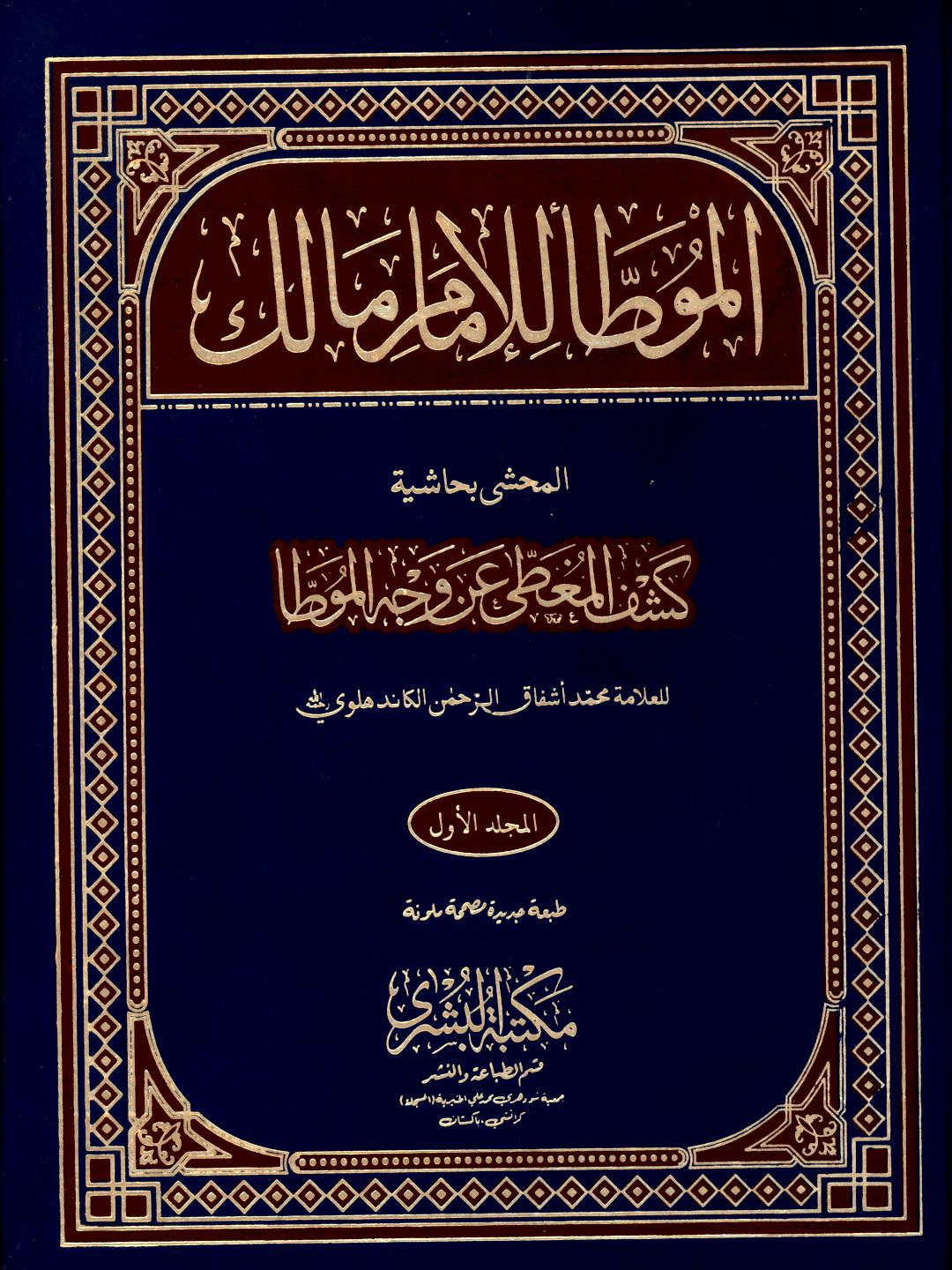
موطأ الإمام مالك

جاء تأسيس المجمع الفقهي الجزائري خلال عام 2017م كمؤسسة دينية إفتائية لتحتضن الكفاءات الفقهية الجزائرية وتستبقيها مجتمعة عند الحاجة، وتُعرّفَ بها حتى تكون معروفة لا مجهولة.
وهؤلاء العلماء الجزائريون المقتدرون يضطلعون من خلال هذا المجمع بأمر الفتوى المسندة بالأدلة الصحيحة.
وهذا المجمع هو حلقة من العلماء الخبراء ذوي مقاييس عالمية ينجزون أبحاثا في القضايا التي تشغل الرأي العام ومؤسسات الدولة في الجزائر.

## الإدارة
يُعتبر المجمع الفقهي الجزائري بمثابة تنظيم مؤسساتي يتمتع بالشخصية المعنوية القانونية وما تتطلبه من استقلالية التسيير المالي والإداري، وتمثيل قانوني، وإمكانية التعاقد، طبقا لنص المادة 50 من القانون المدني الجزائري.
تتحدّد صلاحياته وهياكله بموجب قانون تنظيمي تُصدره الحكومة الجزائرية.

## الأهداف
يتمثل أهم دور لمؤسسة المجمع الفقهي الجزائري في إعطاء بُعد مؤسساتي لإطار المرجعية الدينية الجزائرية.
كما يهدف إلى تدعيم الإسلام في الجزائر من خلال النظر في نوازل المسلم الجزائري ومُرتهنات واقعه الحاضر والمستقبليّ التي تهمّه وطنيا وإقليميا ودوليا.
ويساهم المجمع في التعريف بالعلماء العدول الذين سيتعرّف الجزائريون عليهم ليقصدوهم قصد التعرّف على أمور دينهم.
ومن بين رهانات المجمع صون المرجعية الدينية الجزائرية من الفتاوى غير المنضبطة بضابط متغيّر الزمان والمكان والحال والعوائد والأعراف، ودرء الفتن التي تسببها هذه الفتاوى، وغلق باب الفساد الناشئ بسببها.

## الأعضاء

الرسالة الفقهية

يتكون المجمع الفقهي الجزائري من أعضاء يقيمون الأبحاث داخل المجمع، وهم أساتذة في مصاف جامعي، وتكون أبحاثهم ذات جدوى حقيقية تدرج في دورات اللقاء التي يجتمع فيها أمناء المجالس العلمية في ولايات الجزائر، وكذا القائمون على الفتوى.
ويُضاف إليهم الأكاديميون الذي يقيّمون الأبحاث للخروج برأي علمي رصين مبني على البحث العلمي عالي المستوى النابع من كتاب الله تعالى ومن سنة النبي صلى الله عليه وسلم.

## الوسطية والاعتدال
يتمتع المجمع الفقهي الجزائري بخاصية الوسطية والاعتدال أثناء تعاطيه مع واجب المحافظة على الموروث الفقهي المالكي الجزائري، لكن مع التزام الانفتاح على بقية المذاهب الفقهية من أجل الاجتهاد والنظر في الأدلة الشرعية.
ويعكس ويُترجم هذا المجمع الفقهي التنوع الفقهي والمذهبي السائد في الجزائر، المالكي والإباضي والحنفي، وإشراك جميع الإطارات العلمية المتخصّصة المقتدرة دون إقصاء، طالما أن المصلحة واحدة وهي صلاح العباد وإصلاح البلاد.

## الصلاحيات
لا تتعارض صلاحيات المجمع الفقهي الجزائري مع صلاحيات المجلس الإسلامي الأعلى التي نصّ عليها دستور 1996 بعد تعديل 2016 بالقانون رقم 16 – 01 في نص المادة 195:
وعليه، فإن تقاطع الصلاحيات بين المجمع الفقهي والمجلس الإسلامي الأعلى يقع في إطار ما يسمح به التشريع والتنظيم، ودون أن يكون ذلك مبعثا على تنازع الاختصاص والصلاحيات.

## البوابة الإلكترونية
سيكون المجمع الفقهي الجزائري مدعوما ببوابة إلكترونية تتيح للجزائريين وغيرهم طرح انشغالاتهم الدينية على هيئة المجمع وكذا عرض الأبحاث الفقهية في القضايا المعاصرة للباحثين والمختصين والمهتمين.

## الأمة الإسلامية
يستعين المجمع الفقهي الجزائري بالمجامع الفقهية في العالم الإسلامي.

### مواضيع ذات صلة
- وزارة الشؤون الدينية الجزائرية
- المرجعية الدينية الجزائرية
- ملتقى الفقه المالكي
- اللجنة الوطنية لمراقبة الأهلة
- الحزب الراتب: الحزاب - الباش حزاب - السلكة
- الزوايا في الجزائر
- المجلس العلمي للإفتاء بالجزائر
- التراث الفقهي الجزائري
- المجلس الإسلامي الأعلى بالجزائر
- اللجنة الوطنية لمراقبة الأهلة
- الاتحاد الوطني للزوايا الجزائرية
- أكاديمية التربية الصوفية
- المركز الثقافي الإسلامي لولاية الجزائر
- قائمة المساجد في ولاية الجزائر
- مديرية الشؤون الدينية والأوقاف لولاية الجزائر

### فيديوهات
- وزير الشؤون الدينية محمد عيسى يعلن ميلاد المجمع الفقهي الإسلامي للفتوى في الجزائر على يوتيوب
- وزير الشؤون الدينية محمد عيسى: مجمع الفقه المالكي بديلا لمفتي الجمهورية على يوتيوب